# Houilles
Houilles je město v severozápadní části metropolitní oblasti Paříže ve Francii v departmentu Yvelines a regionu Île-de-France. Od centra Paříže je vzdálené 14,2 km.

## Geografie
Části obce:
- Belles-vues
- Blanches
- Centrum
- Main de fer
- Pierrats
- Réveil-Matin
- Tonkin

Sousední obce: Sartrouville, Bezons a Carrières-sur-Seine.

## Partnerská města
- Friedrichsdorf, Hesensko, Německo, 1973
- Chesham, Spojené království, 1986
- Schœlcher, Martinik, Francie, 1998
- Celorico de Basto, Portugalsko, 2006